# Olympische Sommerspiele 1964/Leichtathletik – 80 m Hürden (Frauen)
Der 80-Meter-Hürdenlauf der Frauen bei den Olympischen Spielen 1964 in Tokio wurde am 18. und 19. Oktober 1964 im Olympiastadion Tokio ausgetragen. 27 Athletinnen nahmen teil.
Olympiasiegerin wurde die Deutsche Karin Balzer. Sie gewann vor der Polin Teresa Ciepły und der Australierin Pam Kilborn.
Neben der Olympiasiegerin ging mit Gundula Diel eine weitere Deutsche an den Start. Sie qualifizierte sich für das Halbfinale und schied dort als Siebte ihres Laufes aus. Unter den Teilnehmerinnen war auch die Österreicherin Inge Aigner. Sie schied in ihrem Vorlauf aus. Läuferinnen aus der Schweiz und Liechtenstein nahmen nicht teil.

## Rekorde

### Bestehende Rekorde

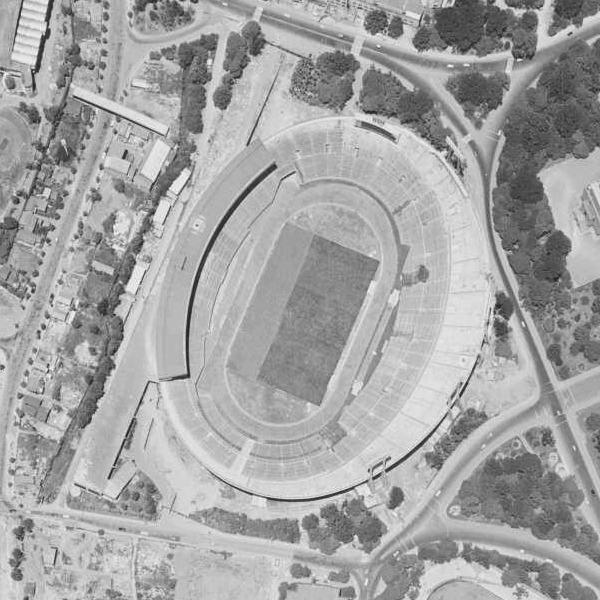
Luftaufnahme des Olympiastadions im Jahr 1963

| Weltrekord         | 10,5 s | Gisela Birkemeyer ( DDR)       | Leipzig, DDR (heute Deutschland)           | 24. Juli 1960     |
| Weltrekord         | 10,5 s | Betty Moore ( Großbritannien)  | Kassel, BR Deutschland (heute Deutschland) | 25. August 1962   |
| Weltrekord         | 10,5 s | Karin Balzer ( DDR)            | Leipzig, DDR (heute Deutschland)           | 23. Mai 1964      |
| Weltrekord         | 10,5 s | Irina Press ( Sowjetunion)     | Kiew, Sowjetunion (heute Ukraine)          | 9. August 1964    |
| Weltrekord         | 10,5 s | Irina Press ( Sowjetunion)     | Kiew, Sowjetunion (heute Ukraine)          | 28. August 1964   |
| Weltrekord         | 10,5 s | Draga Stamejčič ( Jugoslawien) | Celje, Jugoslawien (heute Slowenien)       | 5. September 1964 |
| Olympischer Rekord | 10,6 s | Irina Press ( Sowjetunion)     | Halbfinale OS Rom, Italien                 | 31. August 1960   |

### Rekordegalisierungen
Der bestehende olympische Rekord wurde zweimal egalisiert:
- 10,6 s – Pam Kilborn (Australien), erstes Halbfinale am 19. Oktober bei einem Rückenwind von 0,13 m/s
- 10,6 s – Karin Balzer (Deutschland), zweites Halbfinale am 19. Oktober bei einem Rückenwind von 1,71 m/s

Im Finale erzielten die drei Medaillengewinnerinnen zwar jeweils 10,5 s. Doch aufgrund des zu starken Rückenwind (2,23 m/s) konnten diese Zeiten nicht als Weltrekordegalisierungen anerkannt werden.

## Durchführung des Wettbewerbs
27 Athletinnen traten am 18. Oktober zu insgesamt vier Vorläufen an. Die jeweils besten vier Starterinnen – hellblau unterlegt – qualifizierten sich für das Halbfinale am 19. Oktober. Daraus erreichten die jeweils besten vier Läuferinnen – wiederum hellblau unterlegt – das Finale am gleichen Tag.

## Zeitplan
18. Oktober, 14:50 Uhr: Vorläufe

19. Oktober, 14:00 Uhr: Halbfinale

19. Oktober, 15:20 Uhr: Finale
Anmerkung: Alle Zeiten sind in Ortszeit Tokio (UTC + 9) angegeben.

## Vorläufe
Datum: 18. Oktober 1964, ab 14:50 Uhr
Wetterbedingungen: regnerisch, ca. 14 °C, Luftfeuchtigkeit 97 %

### Vorlauf 1
Wind: +0,90 m/s
| Platz | Name              | Nation      | Offizielle Zeit handgestoppt | Inoffizielle Zeit elektronisch |
| ----- | ----------------- | ----------- | ---------------------------- | ------------------------------ |
| 1     | Karin Balzer      | Deutschland | 10,7 s                       | 10,71 s                        |
| 2     | Galina Bystrowa   | Sowjetunion | 10,9 s                       | 10,96 s                        |
| 3     | Rose Hart         | Ghana       | 11,3 s                       | 11,34 s                        |
| 4     | Sneschana Kerkowa | Bulgarien   | 11,5 s                       | 11,50 s                        |
| 5     | Lorraine Dunn     | Panama      | 11,5 s                       | 11,53 s                        |
| DSQ   | Amy Snider        | Kanada      |                              |                                |
| DNS   | Lia Hinten        | Niederlande |                              |                                |

### Vorlauf 2

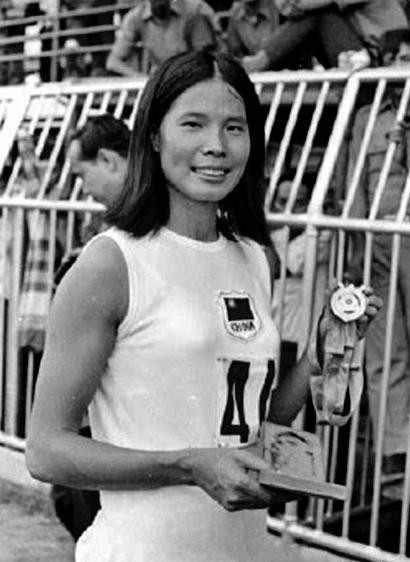
Chi Cheng – 1968 Olympiadritte – schied als Siebte des zweiten Vorlaufs aus

Wind: +2,54 m/s
| Platz | Name             | Nation         | Offizielle Zeit handgestoppt | Inoffizielle Zeit elektronisch |
| ----- | ---------------- | -------------- | ---------------------------- | ------------------------------ |
| 1     | Irina Press      | Sowjetunion    | 10,7 s                       | 10,77 s                        |
| 2     | Pat Pryce        | Großbritannien | 10,8 s                       | 10,82 s                        |
| 3     | Avis McIntosh    | Neuseeland     | 10,8 s                       | 10,84 s                        |
| 4     | Gundula Diel     | Deutschland    | 10,9 s                       | 10,94 s                        |
| 5     | Cherrie Sherrard | USA            | 11,0 s                       | 11,00 s                        |
| 6     | Marlène Canguio  | Frankreich     | 11,0 s                       | 11,09 s                        |
| 7     | Chi Cheng        | Taiwan         | 11,1 s                       | 11,18 s                        |
| 8     | Sirkka Norrlund  | Finnland       | 11,2 s                       | 11,23 s                        |

### Vorlauf 3
Wind: +6,44 m/s
| Platz | Name               | Nation         | Offizielle Zeit handgestoppt | Inoffizielle Zeit elektronisch |
| ----- | ------------------ | -------------- | ---------------------------- | ------------------------------ |
| 1     | Maria Piątkowska   | Polen          | 10,6 s                       | 10,67 s                        |
| 2     | Pam Kilborn        | Australien     | 10,7 s                       | 10,79 s                        |
| 3     | Tatjana Talyschewa | Sowjetunion    | 10,9 s                       | 10,92 s                        |
| 4     | Lacey O’Neal       | USA            | 10,9 s                       | 10,93 s                        |
| 5     | Carmen Smith       | Jamaika        | 11,8 s                       | k. A.                          |
| 6     | Yeh Chu-mei        | Taiwan         | 12,1 s                       | k. A.                          |
| DNS   | Mary Rand          | Großbritannien |                              |                                |
| DNS   | Zenta Kopp         | Deutschland    |                              |                                |

### Vorlauf 4

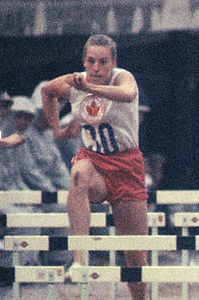
Jenny Wingerson – ausgeschieden als Fünfte des vierten Vorlaufs

Wind: +4,16 m/s
| Platz | Name            | Nation      | Offizielle Zeit handgestoppt | Inoffizielle Zeit elektronisch |
| ----- | --------------- | ----------- | ---------------------------- | ------------------------------ |
| 1     | Rosie Bonds     | USA         | 10,6 s                       | 10,64 s                        |
| 2     | Ikuko Yoda      | Japan       | 10,7 s                       | 10,71 s                        |
| 3     | Teresa Ciepły   | Polen       | 10,7 s                       | 10,73 s                        |
| 4     | Draga Stamejčič | Jugoslawien | 10,8 s                       | 10,84 s                        |
| 5     | Jenny Wingerson | Kanada      | 11,1 s                       | 11,16 s                        |
| 6     | Inge Aigner     | Österreich  | 11,2 s                       | 11,27 s                        |
| 7     | Mary Musani     | Uganda      | 12,9 s                       | k. A.                          |
| DNS   | Denise Guénard  | Frankreich  |                              |                                |

## Halbfinale
Datum: 19. Oktober 1964, ab 14;00 Uhr
Wetterbedingungen: heiter, ca. 20 °C, Luftfeuchtigkeit 40 %

### Lauf 1

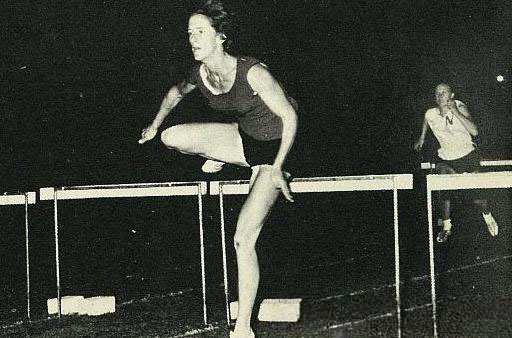
Avis McIntosh – ausgeschieden als Fünfte des ersten Halbfinals
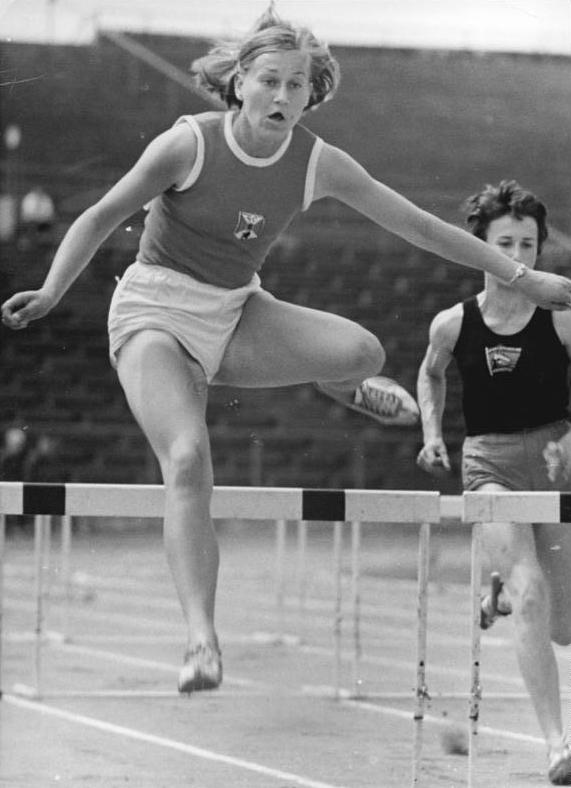
Gundula Diel – ausgeschieden als Siebte des ersten Halbfinals

Wind: +0,13 m/s
| Platz | Name               | Nation      | Offizielle Zeit handgestoppt | Inoffizielle Zeit elektronisch |
| ----- | ------------------ | ----------- | ---------------------------- | ------------------------------ |
| 1     | Pam Kilborn        | Australien  | 10,6 s ORe                   | 10,69 s                        |
| 2     | Teresa Ciepły      | Polen       | 10,7 s0000                   | 10,77 s                        |
| 3     | Irina Press        | Sowjetunion | 10,8 s0000                   | 10,85 s                        |
| 4     | Rosie Bonds        | USA         | 10,8 s0000                   | 10,87 s                        |
| 5     | Avis McIntosh      | Neuseeland  | 10,9 s0000                   | 10,90 s                        |
| 6     | Tatjana Talyschewa | Sowjetunion | 10,9 s0000                   | 10,98                          |
| 7     | Gundula Diel       | Deutschland | 11,0 s0000                   | 11,05 s                        |
| 8     | Sneschana Kerkowa  | Bulgarien   | 11,4 s0000                   | 11,41 s                        |

### Lauf 2

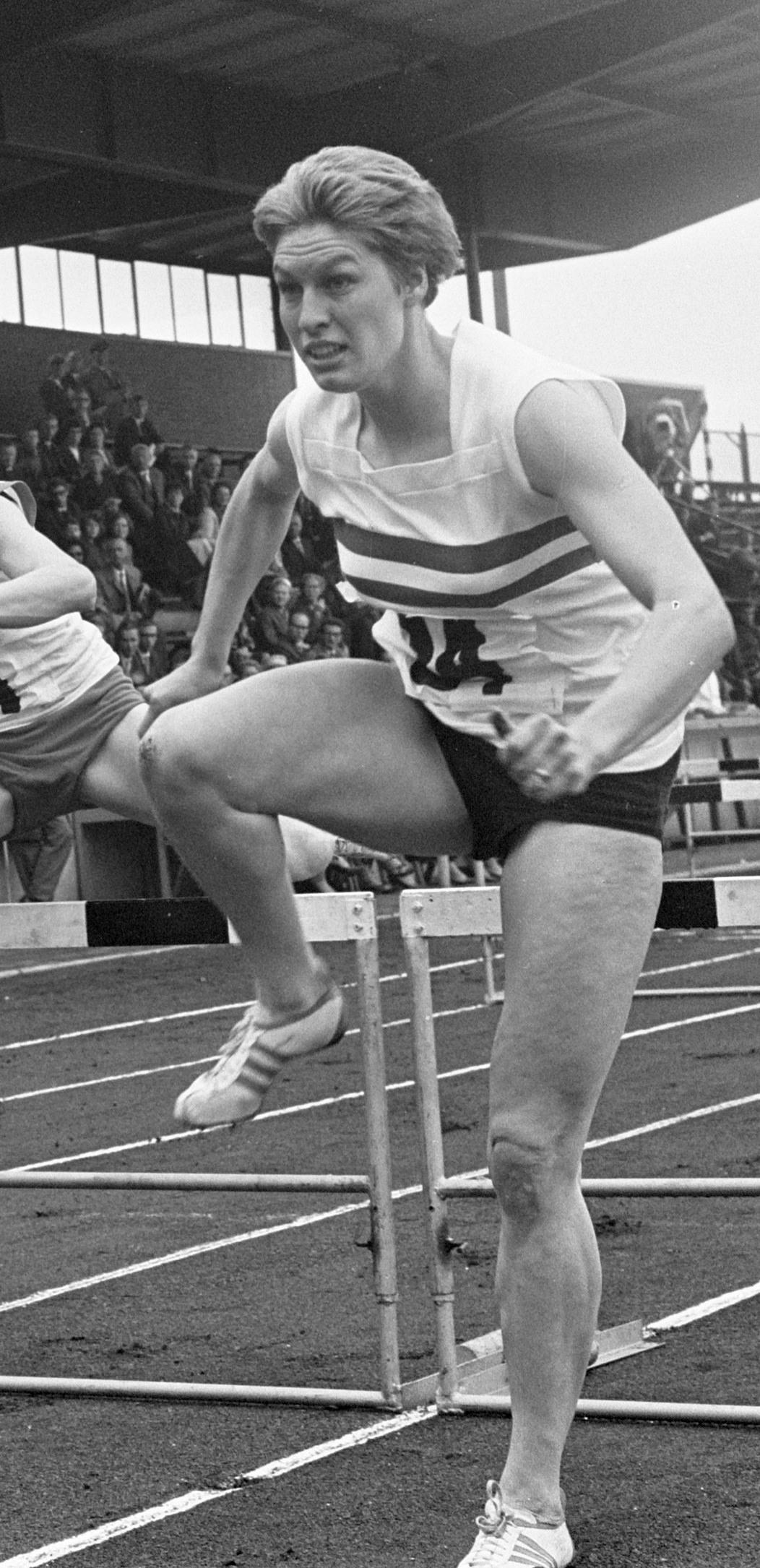
Pat Pryce – ausgeschieden als Fünfte des zweiten Halbfinals
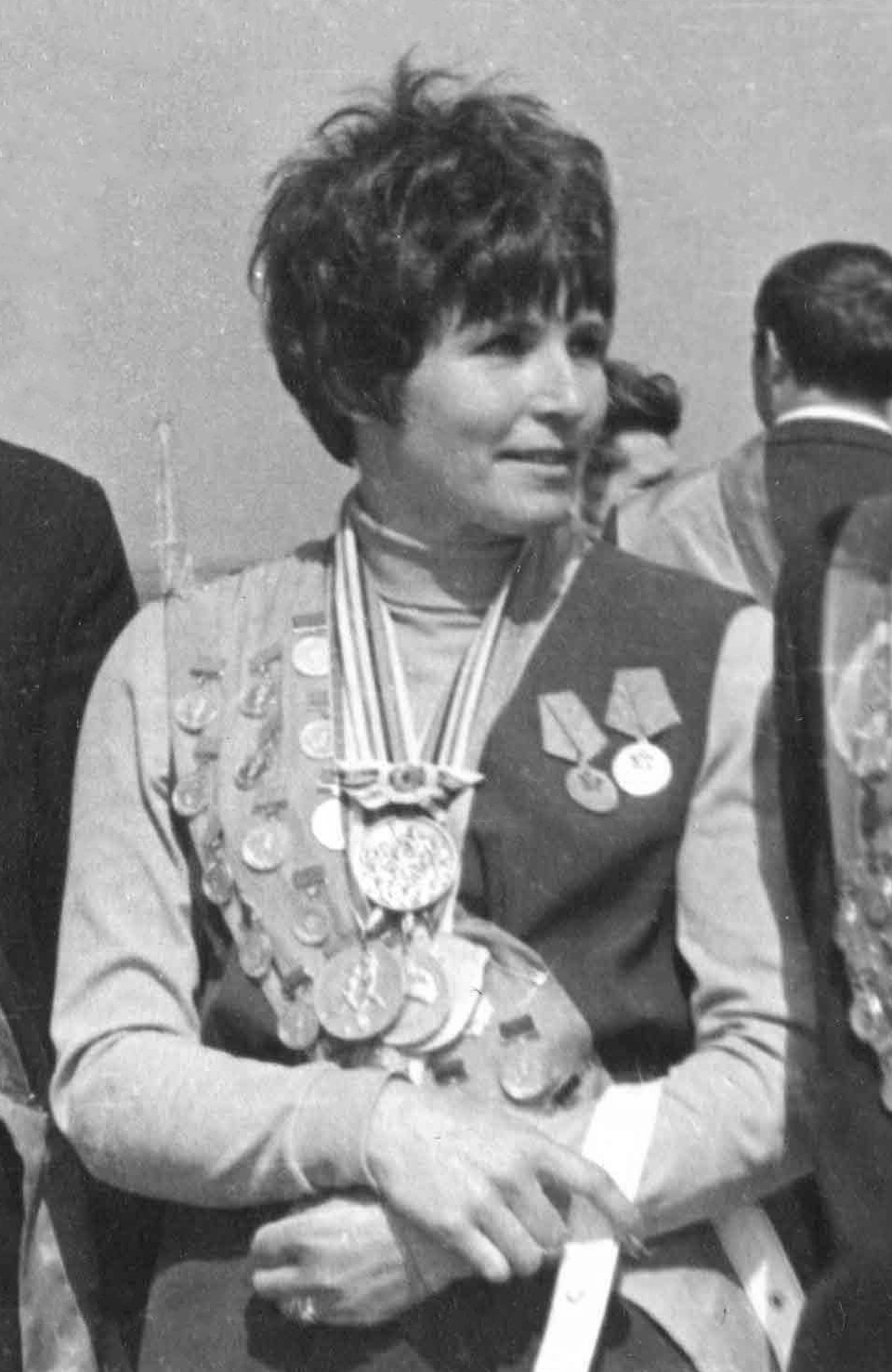
Galina Bystrowa (hier im Jahr 1973) – ausgeschieden als Sechste des zweiten Halbfinals

Wind: +1,71 m/s
| Platz | Name             | Nation         | Offizielle Zeit handgestoppt | Inoffizielle Zeit elektronisch |
| ----- | ---------------- | -------------- | ---------------------------- | ------------------------------ |
| 1     | Karin Balzer     | Deutschland    | 10,6 s ORe                   | 10,65 s                        |
| 2     | Ikuko Yoda       | Japan          | 10,7 s0000                   | 10,72 s                        |
| 3     | Draga Stamejčič  | Jugoslawien    | 10,7 s0000                   | 10,73 s                        |
| 4     | Maria Piątkowska | Polen          | 10,7 s0000                   | 10,75 s                        |
| 5     | Pat Pryce        | Großbritannien | 10,7 s0000                   | 10,75 s                        |
| 6     | Galina Bystrowa  | Sowjetunion    | 10,8 s0000                   | 10,89 s                        |
| 7     | Lacey O’Neal     | USA            | 10,9 s0000                   | 10,99 s                        |
| 8     | Rose Hart        | Ghana          | 11,1 s0000                   | 11,16 s                        |

## Finale

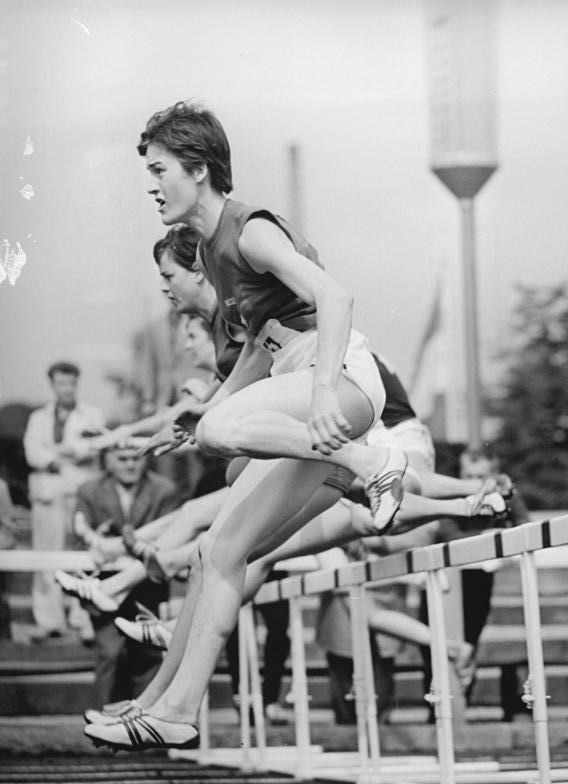
Olympiasiegerin Karin Balzer

Datum: 19. Oktober 1964, ab 14:50 Uhr

Wind: + 2,23 m/s
Wetterbedingungen: heiter, ca. 19 °C, Luftfeuchtigkeit ca. 45 %
| Platz | Name             | Nation      | Offizielle Zeit handgestoppt | Inoffizielle Zeit elektronisch | Anmerkung                                                                     |
| ----- | ---------------- | ----------- | ---------------------------- | ------------------------------ | ----------------------------------------------------------------------------- |
| 1     | Karin Balzer     | Deutschland | 10,5 s                       | 10,54 s                        | Zeiten wegen des zu starken Rückenwindes von 2,23 m/s nicht bestenlistenfähig |
| 2     | Teresa Ciepły    | Polen       | 10,5 s                       | 10,55 s                        | Zeiten wegen des zu starken Rückenwindes von 2,23 m/s nicht bestenlistenfähig |
| 3     | Pam Kilborn      | Australien  | 10,5 s                       | 10,56 s                        | Zeiten wegen des zu starken Rückenwindes von 2,23 m/s nicht bestenlistenfähig |
| 4     | Irina Press      | Sowjetunion | 10,6 s                       | 10,62 s                        | Zeiten wegen des zu starken Rückenwindes von 2,23 m/s nicht bestenlistenfähig |
| 5     | Ikuko Yoda       | Japan       | 10,7 s                       | 10,72 s                        | Zeiten wegen des zu starken Rückenwindes von 2,23 m/s nicht bestenlistenfähig |
| 6     | Maria Piątkowska | Polen       | 10,7 s                       | 10,76 s                        | Zeiten wegen des zu starken Rückenwindes von 2,23 m/s nicht bestenlistenfähig |
| 7     | Draga Stamejčič  | Jugoslawien | 10,8 s                       | 10,86 s                        | Zeiten wegen des zu starken Rückenwindes von 2,23 m/s nicht bestenlistenfähig |
| 8     | Rosie Bonds      | USA         | 10,8 s                       | 10,88 s                        | Zeiten wegen des zu starken Rückenwindes von 2,23 m/s nicht bestenlistenfähig |

Das Ergebnis im Finale war so eng, wie es kaum enger möglich war. Die drei Medaillengewinnerinnen lagen nur zwei Hundertstelsekunden auseinander. Mit bloßem Auge war die Reihenfolge nicht erkennbar, dazu musste die Zielfotografie herangezogen werden.
Den besten Start hatte die Japanerin Ikuko Yoda, die mit einem dicken Verband am rechten Oberschenkel lief. Die Polin Teresa Ciepły und die Australierin Pamela Kilborn lagen fast gleichauf nur ganz knapp dahinter. Irina Press verlor mehr und mehr an Boden, während Karin Balzer, die keinen guten Start erwischt hatte, mächtig aufrückte. Kilborn lag zwischenzeitlich knapp vorn, aber Balzer und Ciepły schlossen zum Ziel hin wieder auf. Am Ende war Karin Balzer hauchdünn vorne und wurde Olympiasiegerin vor Teresa Ciepły und Pamela Kilborn. Alle drei Hürdensprinterinnen waren zeitgleich in 10,5 Sekunden im Ziel. Durch den um 0,23 Meter pro Sekunde zu starken Rückenwind konnten die Zeiten nicht als Weltrekord anerkannt werden.
Karin Balzer lief zum ersten deutschen Olympiasieg in dieser Disziplin.

Teresa Ciepły gewann die erste polnische Medaille.

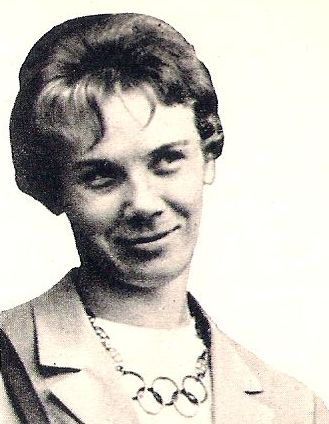
Um eine Hundertstelsekunde geschlagen gewann Teresa Ciepły Silber
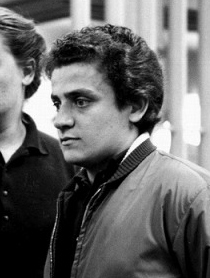
Die Olympiasiegerin von 1960 Irina Press wurde in diesem Finale Vierte
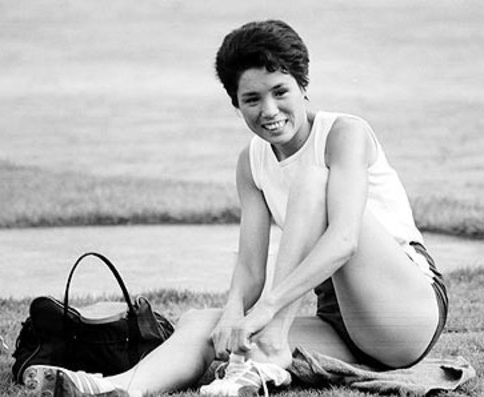
Im Finale auf Platz fünf: Ikuko Yoda

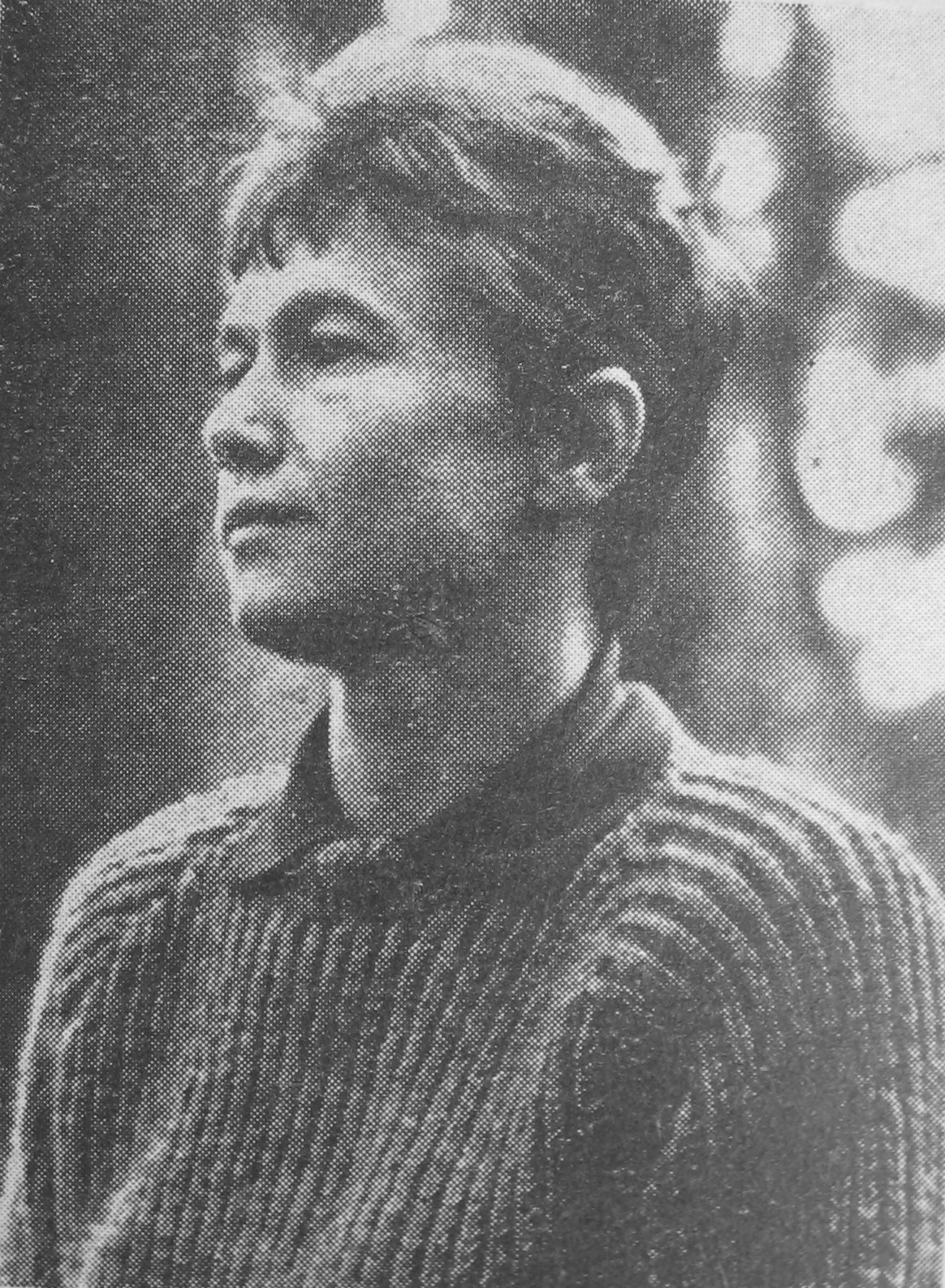
Maria Piątkowska erreichte Platz sechs
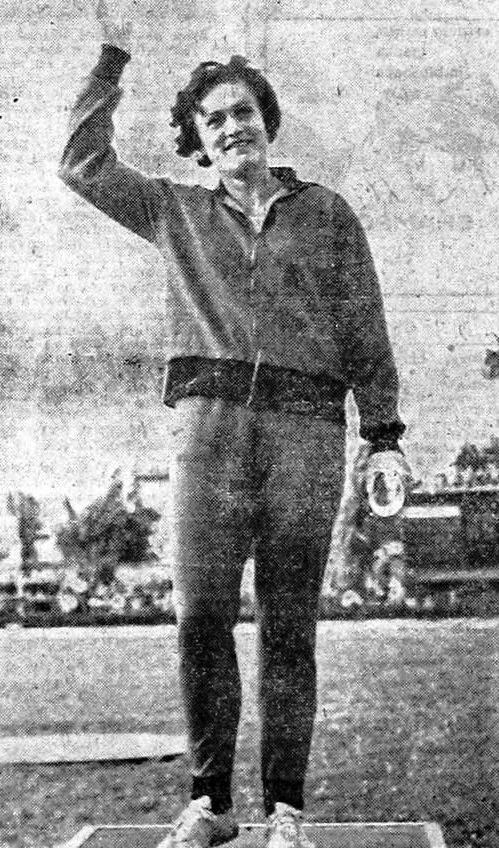
Die siebtplatzierte Draga Stamejčič

## Video
- The Tokyo 1964 Olympics Part 3 | Olympic History, Bereich 13:16 min – 18:46 min, youtube.com, abgerufen am 30. Oktober 2017